# Danau Sidenreng
Danau Sidenreng är en sjö i Indonesien.   Den ligger i provinsen Sulawesi Selatan, i den centrala delen av landet, 1 500 km öster om huvudstaden Jakarta. Danau Sidenreng ligger 8 meter över havet. Arean är 38 kvadratkilometer. Omgivningarna runt Danau Sidenreng är en mosaik av jordbruksmark och naturlig växtlighet. Den sträcker sig 8,2 kilometer i nord-sydlig riktning, och 7,6 kilometer i öst-västlig riktning.